# Бока ди Леоне а Маре (Рим)
Бока ди Леоне а Маре је насеље у Италији у округу Рим, региону Лацио.
Према процени из 2011. у насељу је живело 101 становника. Насеље се налази на надморској висини од 3 м.